# John Sam Lake
John Sam Lake és una concentració de població designada pel cens dels Estats Units a l'estat de Washington. Segons el cens del 2000 tenia 753 habitants.

## Demografia
Segons el cens del 2000, John Sam Lake tenia 753 habitants, 251 habitatges, i 200 famílies. La densitat de població era de 59,3 habitants per km².
Dels 251 habitatges en un 43% hi vivien nens de menys de 18 anys, en un 69,7% hi vivien parelles casades, en un 6% dones solteres, i en un 20,3% no eren unitats familiars. En el 12,4% dels habitatges hi vivien persones soles el 2,4% de les quals corresponia a persones de 65 anys o més que vivien soles. El nombre mitjà de persones vivint en cada habitatge era de 3 i el nombre mitjà de persones que vivien en cada família era de 3,34.
Per edats la població es repartia de la següent manera: un 28,4% tenia menys de 18 anys, un 8,1% entre 18 i 24, un 32,7% entre 25 i 44, un 24,7% de 45 a 60 i un 6,1% 65 anys o més.
L'edat mediana era de 37 anys. Per cada 100 dones de 18 o més anys hi havia 106,5 homes.
La renda mediana per habitatge era de 52.656 $ i la renda mediana per família de 53.281 $. Els homes tenien una renda mediana de 42.188 $ mentre que les dones 31.442 $. La renda per capita de la població era de 19.907 $. Aproximadament el 3,1% de les famílies i el 3% de la població estaven per davall del llindar de pobresa.

## Poblacions més properes
El següent diagrama mostra les poblacions més properes.